# 普雷里德羅歇 (伊利諾伊州)
普雷里德羅歇（英語：Prairie du Rocher）是位於美國伊利諾伊州蘭道夫縣的一個村落。

## 地理
普雷里德羅歇的座標為38°04′09″N 89°05′45″W / 38.06917°N 89.09583°W，而該地最高點為海拔高度118米（即387英尺）。

## 人口
根據2010年美國人口普查的數據，普雷里德羅歇的面積為1.48平方千米，當中陸地面積為1.48平方千米，而水域面積為0.00平方千米。當地共有人口604人，而人口密度為每平方千米408人。